# Aniceto
Aniceto foi o líder de uma tentativa de antiRomana de revolta na Cólquida em 69 d.C.. Anteriormente um escravo liberto do Rei Marco Antônio Polemão Pitodoro, Aniceto comandou a frota real até Polemônia, convertida em uma província Romana sob o Imperador Nero em 63. Durante a guerra civil seguinte a morte de Nero, Aniceto se aliou a Vitélio e liderou uma insurreição geral contra Vespasiano em Trapezo e Cólquida. Os rebeldes destruíram a frota Romana (Classis Pontica) em um ataque repentino em Trapezo e, em seguida, entraram na pirataria usando um tipo de barco conhecido como câmaras. De acordo com D. Woods este Aniceto seria o mesmo Aniceto feito da frota pretoriana de Miseno.
A revolta, no entanto, colocou reforços romanos em Vírdio Gemino, um tenente de Vespasiano. Tomando a foz do rio Coíbo (agora rio Cobi), localizado em Mingrélia da Lázica, Aniceto foi entregue aos romanos pelas tribos locais, e condenado à morte.[carece de fontes?]